# Sebastian Maćkowski
Sebastian Paweł Maćkowski (ur. 27 listopada 1973) – polski fizyk, profesor nauk fizycznych; specjalizuje się w spektroskopii optycznej, fizyce półprzewodników, chemii fizycznej oraz biofizyce; profesor zwyczajny Instytutu Fizyki Wydziału Fizyki, Astronomii i Informatyki Stosowanej Uniwersytetu Mikołaja Kopernika.

## Życiorys
Studia z fizyki ukończył w 1997 na Uniwersytecie Warszawskim. Doktoryzował się w 2003 w warszawskim Instytucie Fizyki PAN broniąc pracy pt. Optical Properties of CdTe-based Self-Assembled Quantum Dots przygotowaną pod kierunkiem Grzegorza Karczewskiego. Staż podoktorski odbył w amerykańskim University of Cincinnati (2002–2005) oraz w niemieckim Uniwersytecie Ludwika i Maksymiliana w Monachium (2005–2007). Habilitował się w 2008 na podstawie oceny dorobku naukowego i publikacji pt. Polaryzacja spinowa ekscytonu i polaronu magnetycznego w kropce kwantowej.
Od 2008 jest zatrudniony w Instytucie Fizyki toruńskiego UMK, gdzie pracuje w Zakładzie Optoelektroniki oraz pełni funkcję kierownika Zespołu Optyki Nanostruktur Hybrydowych. Tytuł profesora nauk fizycznych został mu nadany w 2016.
W pracy badawczej zajmuje się: plazmoniką, spektroskopią układów hybrydowych, nanostrukturami grafenowymi oraz mikroskopią luminescencyjną nanokryształów wykazujących efekt up-konwersji.
Swoje prace publikował m.in. w „Applied Physics Letters", „Physical Review B", „Plasmonics" oraz w „Journal of Physics: Condensed Matter".